# Ideologie
Ideologie je propracovaná soustava názorů, postojů, hodnot a idejí s apologetickou nebo ofenzivní funkcí založenou na formulování politických, hospodářských, světonázorových a/nebo podobných zájmů určité skupiny. V politické a společenské praxi se ideologie vládnoucí skupiny projevuje např. ve formě filosofie, práva či morálky, obecně se skrze svou subjektivitu snaží o formulaci celkového výkladu společnosti a člověka jako takového.
V angloamerickém prostředí je obvyklé i užívání termínu ideologie pro neutrální označování ucelené soustavy myšlenek a výpovědí, případně "pojem označující soustavu symbolických výrazů s mobilizační funkcí, legitimizující určité jednání". V evropském prostředí má termín častěji pejorativní vyznění a vyjadřuje též uzavřenost, jednostrannost, iracionální a propagandistické rysy takové soustavy myšlenek a výpovědí.
Často se pojmem ideologie označují pouze politické ideologie.

## Funkce ideologie
Ideologie má podle amerického politologa Andrewa Heywooda více funkcí. První je vysvětlovací funkce, která pomáhá vysvětlovat politické jevy a události, hodnotící funkce nám poskytuje hodnotový systém a jeho kritéria. Díky orientační funkci se můžeme snáze připojit k nějaké sociální skupině a funkce programová nám nabízí základní rysy politického programu a politické cíle.

## Historie pojmu ideologie a její chápání jednotlivými mysliteli
Za tvůrce pojmu ideologie je označován francouzský osvícenecký aristokrat a filosof Antoine Destutt de Tracy. Ten se za Direktoria podílel na vzniku Národního institutu, kde později působil v Sekci morálních a politických věd na Oddělení analýzy vjemů a idejí. Slovo „idéologie“ bylo poprvé použito na přednášce 20. června 1796, kdy de Tracy hledal příhodný název pro svou vědu o idejích, „Science des idées“, zbavenou veškerých metafyzických a náboženských konotací.
Destutt de Tracy tento termín poprvé použil pro označení systematicky kritických a terapeutických studií sensualistických základů idejí. Moderní pojetí pojmu však vychází z jeho posměšné na základě vnitřní souvislosti přenesené aplikace na všechny systémy idejí, které se nelogicky nadřazují a zároveň s sebou nesou předpoklad, že tato absence realismu má svůj zdroj v sebezaslepení a sebezaujetí ideologa jako reprezentanta ideologie, vlastní tedy než propagandistickou funkci, byť to původně proklamátory idejí nebylo zamýšleno.
O pejorativní význam slova ideologie se zasloužil Napoleon Bonaparte, který zpočátku podporoval institut a roku 1797 se dokonce stal jeho čestným členem, ale později se od Destutta de Tracyho distancoval, protože jeho škola údajně nedokázala pochopit praktickou politiku. Poté, co se Napoleon ve Francii ujal vlády, došlo mezi ním a institutem k názorovému střetnutí, neboť institut „obhajoval demokratické výsledky revoluce a stal se postupně hrází proti absolutistickým snahám Napoleona“. Napoleon dokonce obvinil Ideology z neúspěšného tažení do Ruska. Přestože de Tracy slova ideolog („idéologue“) nikdy nepoužil, neboť člověk zabývající se ideologií byl podle něj ideologista („idéologiste“), redaktoři Francouzského akademického slovníku z roku 1835 s oběma výrazy
pracovali jako se synonymy, navíc upřednostnili politické „ideolog“, kterým Napoleon označoval své liberální odpůrce.
Z tohoto rétorického pozměnění významu pochází marxistický vývoj ideologie, jež slouží k znevážení věr, teorie a praxe odpůrců. Dodnes je ideologie chápána jako pojem užívající se pro hru moci a resistence, které nutně nemusí být jen politické.
Moderní podobu pojem ideologie nabyl až v marxismu. Podle Karla Marxe a Friedricha Engelse se jedná o falešné vědomí, které zakrývá skutečnost. Uchopení tohoto pojmu se však v průběhu vývoje marxismu lišilo. Kupříkladu Lenin se shoduje s ostatními radikálními marxisty na existenci dvou typů ideologií: negativní sloužící buržoazii a pozitivní, která je revolučním nástrojem pro dělnickou třídu. Marx naopak tvrdí, že existuje více druhů ideologie, neboť každá třída si vytváří svou vlastní. Z Marxe vycházel i sociolog Karl Mannheim, který se výzkumem pojmu zabýval.
V nemarxistickém užití termínu představují ideologie doktríny vyhlašované představiteli stran, prvně užité na přelomu 19. a 20. století. Právě na těchto staví své teorie Karl Mannheim. Termín ideologie má pejorativní nádech pro některé nemarxistické autory v těch případech, kdy stranické doktríny obsahují monopolistické, propracované a uzavřené ideologie, jímž je následně dodán tento hanlivý podtext.
Marxisté i nemarxisté se shodují na tezi, že ve všeobecném negativním slova smyslu pojem ideologie znemožňuje racionální argumentaci, nejedná se tak pouze o doktrínu bez logických rozumových podkladů,
ale také o systém devastující příhodné protiargumenty.
Dle Mannheima nejsou ideologie schémata sloužící k vytýkání kvalit vědeckých konstruktů. Domníval se, že ideologie představují pyšný kulturní útvar poskytující směrodatné výklady světa a jejich funkce je nenahraditelná.
Další odbornější verze přístupů k ideologii jsou pestrou škálou politického uvažování. Neomezují se jen na třídění odpovědí k jednotlivým postojům. Tato empirická práce se zabývá otázkou nastolenou antropologickými přístupy, totiž je-li ideologie prostě jakýmkoli druhem symbolické soustavy, která může lidi vybavit politickou identitou a řídit jejich politické postoje, nebo zda má zvláštní rozlišitelné rysy.
Sociologové od sebe oddělují dva typy vzniku a vývoje pojmu ideologie. Jeden označují jako hodnotící a druhý jako nehodnotící, avšak oba způsoby v detailu hodnotí. Minimálně ve smyslu, že ani jeden neuznává platnost idejí, které jsou podle nich ideologické. Odlišné je pouze chápání ideologie jako politické nebo sociální filosofické myšlenky, která má být teprve uspořádána a má se o ní diskutovat. Takto užívají termín především angličtí akademičtí autoři politické literatury.
Na teoretická rozpracování termínu ideologie byli v minulosti bezesporu nejproduktivnější marxisté. Ti se snažili pomocí kritického ideologického myšlení vysvětlit, z jakých důvodů dělníci nepokračovali
v šíření revolučních nálad prosazovaných Marxem jako antitezí k dominantním ideologiím, jež se sám Marx rozhodl poodkrýt.
Oficiální marxismus ve finále ideologii de facto ořezal natolik, že je rovna jakémukoli popisu pozornosti společenského činitele, o kterém předpokládáme, že má jedinečný zájem, obvykle ekonomický.

## Jednotlivá pojetí ideologie

### Pojetí ideologie dle Karla Marxe
Pojem ideologie u Marxe se od obecného pojmu velmi liší, ale právě s jeho osobou získává pojem větší význam, než měl doposud. Slovo ideologie použil ve svém raném díle Německá ideologie (1846), které napsal spolu s Friedrichem Engelsem. V tomto díle je ideologie chápána coby „Myšlenky vládnoucí třídy, jsou v každé epoše myšlenkami vládnoucími, tj. třída, která je vládnoucí materiální mocí společnosti, je současně její vládnoucí duchovní mocí“. Marx je toho názoru, že se v ideologii šíří nepravdivé
vidění světa, dochází zde tak k mystifikaci. Tento jev později nazval Friedrich Engels jako falešné vědomí. Dle Marxe je ideologie spjata s třídním systémem a je projevem moci, která je nerovnoměrně rozdělena mezi společenské vrstvy (třídy). Marx také tvrdí, že ideologie je jen dočasný jev, protože proletariát žádnou ideologii nepotřebuje, protože je jedinou třídou, která nepotřebuje iluze.

### Pojetí ideologie podle hnutí navazujícího na myšlenky marxismu
Ideologie už nepředstavuje jen nepravdu (mystifikaci). Termín je zbaven hanlivých a negativních konotací. Lenin například ve svém díle Co dělat? (1902) hovoří o proletářských idejích jako o „socialistické ideologii“ či „marxistické ideologii“.

### Pojetí ideologie dle Antonia Gramsciho
Italský politik a marxistický filosof Antonio Gramsci došel při rozvíjení marxistické teorie ideologie nejdále. Tvrdil, že třídní systém, který se objevuje v kapitalismu, není udržován jen nerovnou ekonomikou a politickou mocí, ale také vládou buržoazních idejí a teorií. Zastával také názor, že se ideologie objevuje ve všech vrstvách ve společnosti.

### Mannheimovo pojetí ideologie
Maďarský sociolog Karl Mannheim reprezentuje směr v sociologickém myšlení, který můžeme označit za „kritiku ideologií“. Směr kritizuje hlavně ideologický a utopický způsob myšlení. Mannheim vychází z Marxova pojetí ideologie jako falešného vědomí a jako procesu tvorby idejí z idejí samotných.
Považuje naši dobu za dobu konfliktu mezi ideologiemi, který má ničivý dopad na lidstvo. A zastává názor, že současnému světu a dějinám lze porozumět jen skrze porozumění podstatě ideologických systémů. Pro Mannheima představuje ideologie soubor idejí, kde jsou vztahy idejí k jejich nositelům, k jejich zájmům a sociálním pozicím důležitější než samotný obsah idejí. Pojem ideologie je víceznačný. Můžeme oddělit dva významy pojmu „ideologie“, první lze označit za dílčí a druhý za totální pojem ideologie.
Dílčí pojem vypovídá pouze o tom, že určitým „představám“ a „idejím“ nechceme věřit. Tyto ideje totiž pokládáme za zastření faktického stavu, který není vhod tvůrci těchto představ (idejí). Pod tento pojem můžeme zahrnout vše od vědomé lži až po klamání sebe. Za ideologii označuje jen část tvrzení určité osoby a to pouze vzhledem k obsahovosti výpovědi. Osoba, která zastírá fakta, a její potenciální odhalitel jsou na stejné úrovni. Lži a zastírání faktů určité osoby mohou být ještě u dílčího pojmu odhaleny, nejde to o radikální podezření z ideologie. Funkcionalizování se pohybuje jen v psychologické rovině.
Předpokládá se, že k zastírání pravdy vedou osobu určité zájmy, kterých chce dosáhnout, proto pracuje partikulární pojem ideologie především s psychologií zájmů.
O totální (radikální) pojem se jedná, pokud jde o ideologii období nebo určité skupiny (např. třídy). Je tím myšlena zvláštnost a povaha totální struktury vědomí tohoto období nebo skupiny. Totální ideologie zahrnuje celý myšlenkový systém, který charakterizuje určitou skupinu nebo dobu. Proto se zde funkcionalizuje celá teoretická rovina. Toto pojetí ideologie se snaží pracovat hlavně s formalizovaným a objektivním pojmem funkce. Tady se často jedna strana snaží zničit druhou a to jak její obsahy a stanoviska tak i její duchovní základnu. K tomuto extrémnímu vyhrocení, kdy strany destruují i duchovní podstaty opozice, mohlo dojít až v moderní společnosti, kde se vytvořily rozhodující sociální polarity nesené odlišnou světovou vůlí
O podezření z ideologie můžeme podle Mannheima mluvit v případě, kdy přirozená lidská nedůvěra se stává metodickou, když se nepřátelské názory neberou jen jako vylhané, ale objevuje se v nich neschopnost pravdy, která se vysvětluje jako funkce sociálního zakotvení. Partikulární ideologie se často transformuje v totální. Poukazování na chyby druhé strany přechází ve snahu podrobit sociologické kritice celé její myšlení a vědomí.

## Ideologie v době totalitních režimů a během studené války
V této době bylo upozorňováno hlavně na úlohu ideologie na režimy v Itálii (fašismus) a Německu (nacismus), Rusku (komunismus). Hlavními osobami tohoto období, které se vývojem ideologie zabývali, byli Karl Popper, Hannah Arendtová, J. L. Talmon a Bernard Crick. O ideologiích typu komunismu nebo fašismu tvrdili, že jsou to ideologie „uzavřené“, které si nárokují monopol na pravdu a odmítají tolerovat myšlenky a názory s nimi neslučitelné. Ideologie jsou tak „sekulární náboženství“: mají totalizující povahu a slouží jako nástroje sociální kontroly, protože zajišťují servilitu a poslušnost. Podle Poppera je tak například liberalismus ideologií „otevřenou“, a to díky tomu, že je založen na svobodě, toleranci a různosti.

### Pojem ideologie od 60. let 20. století
Pojem je nově definován a to pro potřeby běžné společenské a politické vědy, stal se tak neutrálním a s objektivním obsahem. Byl zbaven politické zátěže, která s ním byla v minulosti spojována.

## Vnímání ideologie napříč politickým spektrem

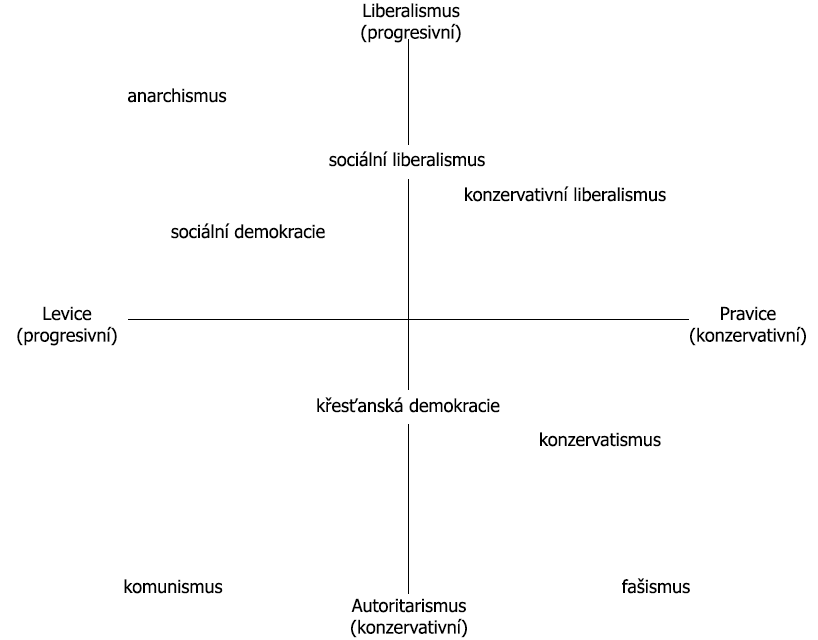
Politické spektrum

Podle A. Heywooda liberálové na ideologii pohlížejí jako na oficiálně sankcionovaný systém názorů, který si nárokuje monopol na pravdu, často za pomoci pochybného tvrzení, že je vědecký. Ideologie má tudíž utlačovatelskou až totalitní povahu, markantními příklady ideologie jsou komunismus a fašismus.
Podle konzervativců je ideologie projev arogance racionalismu. Ideologie jsou propracované myšlenkové systémy, které jsou nebezpečné či nespolehlivé, protože jsou odtržené od reality, kladou si tak nedosažitelné cíle.
Socialisté, kteří následují Marxe, v ideologii viděli soubor myšlenek, které zakrývají rozpory třídní společnosti.
Fašisté se často se od ideologie odvracejí a reprezentují ji jako „světový názor“ (Weltanschauung) než jako nějakou systematickou filosofii.
Ekologové zastávají názor, že ideologie negativně poznamenaná svým napojením na arogantní humanismus a na ekonomiku orientovanou na růst.
Náboženští fundamentalisté přistupují k hlavním náboženským textům jako k ideologii a to z důvodu, že jsou zjeveným slovem božím. Odmítají tak sekulární teorie, nejsou totiž opřeny o náboženské principy a postrádají tak mravní podstatu.